# Campionati europei di karate 1987
La 22ª edizione del campionato europeo di karate si è disputata a Glasgow nel 1987. Hanno preso parte alla competizione 310 karateka provenienti da 21 paesi.

## Campioni d'Europa

### Kata
| Categoria             | Vincitore      |
| Individuale maschile  | Dario Marchini |
| Individuale femminile | Restelli       |
| Squadre maschili      | Italia         |
| Squadre femminili     | Italia         |

### Kumite
| Categoria              | Vincitore            |
| Fino a 60 kg maschile  | Fairclough           |
| Fino a 65 kg maschile  | Timonen              |
| Fino a 70 kg maschile  | Achille Degli Abbati |
| Fino a 75 kg maschile  | Gianni Napolitano    |
| Fino ad 80 kg maschile | McKay                |
| Oltre 80 kg maschile   | Emmanuel Pinda       |
| Open maschile          | Moreau               |
| Fino a 53 kg femminile | Sari Laine           |
| Fino a 60 kg femminile | M. Samuel            |
| Oltre 60 kg femminile  | Guus van Mourik      |
| Squadre maschili       | Scozia               |
| Squadre femminili      | Italia               |